# 羅氏裂身鰕虎魚
羅氏裂身鰕虎魚，为輻鰭魚綱虾虎鱼亚目鰕虎魚科的其中一種

## 分布
本魚分布於臺灣北部及東部。

## 特徵
本魚體延長，前部呈圓筒形，後部側扁，尾柄較長。頭中大，上側位，稍突出。頰部圓突，吻圓而鈍。眼中大上位，口大前位，下頷略為突出。舌寬，前端呈叉狀，游離。鰓孔中大，向腹側延伸未超過鰓前蓋後緣下方。全身裸出無鱗，無側線，雄魚胸鰭寬大，體呈乳黃色上半部具有四條黑色橫斑，橫斑之間有裸色網紋，體側下半部具有許多不規則黑色網紋，第二背鰭具2-4列黑色細點，尾鰭基部具2橢圓形淺白色斑，胸鰭具3-5列垂直排列黑色垂直列黑色線紋，背鰭硬棘7枚、背鰭軟條9枚，臀鰭硬棘1枚、臀鰭軟條9枚，體長可達2.7公分。

## 生態
本魚棲息在石礫底質的河川，屬底棲性魚類，肉食性。

## 扩展阅读
維基物種上的相關：羅氏裂身鰕虎魚